# 扁柏屬
扁柏屬（學名：Chamaecyparis）是柏科下的一屬，共六種，學術上真正稱為檜木者乃屬於扁柏屬的物種。扁柏屬植物具有濃郁香氣、防蟲性佳、不易腐朽等木材特性，因此具有極高的經濟價值，被用做木材、建材、家具、盆栽等用途，因此人為砍伐使部分物種被列為保護物種。該屬之物種都長得高、大且長壽，分布在北美洲、日本、台灣，其他地區則為人為栽種；而台灣是檜木生長的最南界，也是唯一亞熱帶氣候卻能擁有檜木生長的地區。
属名Chamaecyparis源于希腊语chamai（矮小的）和kyparissos（柏）的合成词，指扁柏属似矮小的柏。

## 特征
柏科扁柏属植物有6种，为观赏和材用常绿针叶树。原产北美和东亚，木多有香气。与真柏不同之处为球果较小、圆形，种子数较少。幼树金字塔形，叶鳞片状，密生于小枝。叶色因园艺变种而异。球花单性同株，球果圆形，较小，种子也较少。雌球较小而不显，雄球花黄色或红色。

## 物種
- 日本扁柏 Chamaecyparis obtusa
  - 分布：日本，別名：雲片柏、日本黃檜
- 日本花柏 Chamaecyparis pisifera
  - 分布：日本，別名：羽葉花柏
- 美國扁柏 Chamaecyparis lawsoniana
  - 分布：北美西部，別名：美國檜、美洲花柏、羅森檜、羅森氏扁柏
- 美國尖葉扁柏 Chamaecyparis thyoides
  - 分布：北美東部，別名：大西洋雪杉、雪松、側葉扁柏
- 台灣紅檜 Chamaecyparis formosensis
  - 分布：台灣，別名：紅檜、松蘿、薄皮、水古杉
- 台灣扁柏 Chamaecyparis obtusa var. formosana
  - 分布：台灣，別名：黃檜、松梧、厚殼

## 用途

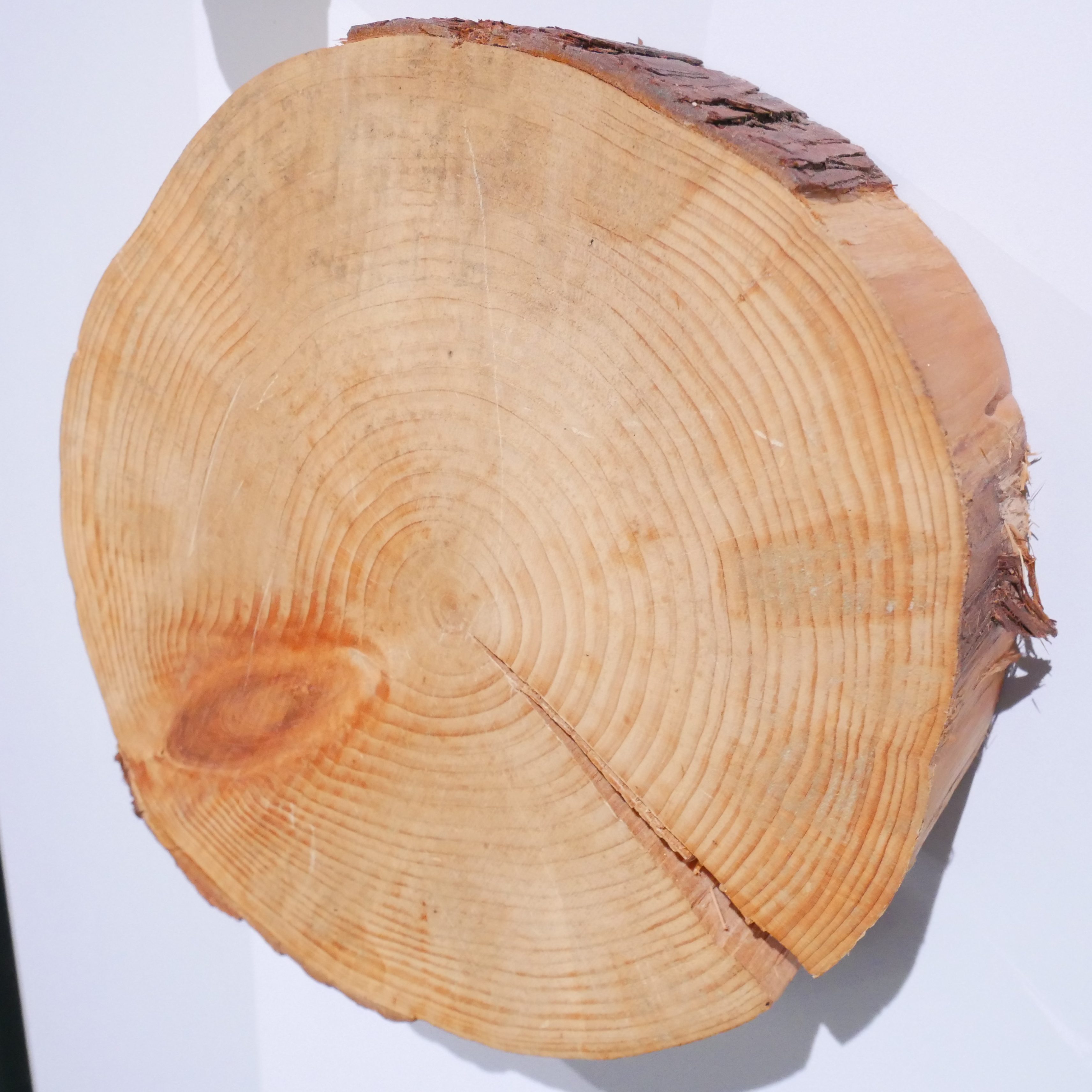
扁柏年輪標本

扁柏属常作為木材、建材、家具、盆栽、工藝品的材料，因為其俱備濃郁香氣，所以也是製作線香、精油、香水常見的植物素材。

## 延伸阅读
[在维基数据编辑]
 《欽定古今圖書集成·博物彙編·草木典·檜部》，出自陈梦雷《古今圖書集成》

## 外部連結
- Gymnosperm Database: Chamaecyparis （页面存档备份，存于）
- Flora of China: Chamaecyparis （页面存档备份，存于）
- Flora of North America: Chamaecyparis （页面存档备份，存于）
- Germplasm Resources Information Network: Chamaecyparis